# Mohammad Ayomo
Mohammad Ayomo – ghański piłkarz grający na pozycji bramkarza. W swojej karierze grał w reprezentacji Ghany.

## Kariera reprezentacyjna
W 1980 roku Ayomo powołano do kadry na Puchar Narodów Afryki 1980. Był na nim rezerwowym i nie rozegrał żadnego meczu.